# Shikoku (razza canina)
Lo Shikoku (四国犬?, Shikoku-ken) è una razza canina originaria del Giappone, più precisamente dell'isola omonima. In giapponese viene anche chiamato Kochi-ken, Mikawa Inu o cane lupo. Nel 1937 è stato dichiarato Monumento naturale del Giappone dall'imperatore Hirohito. Il suo aspetto ricorda lo Shiba, ma rispetto ad esso è più grande. Nel passato veniva utilizzato per la caccia del cinghiale e del cervo.

## Varietà
Si distinguono tre varietà nella razza, la Awa, la Hongawa, e la Hata, a seconda della regione dell'isola di Shikoku dove furono allevate. I cani della varietà Hongawa sono considerati quelli di maggior tipicità e che conservano il maggior grado di purezza rispetto al ceppo originario da cui, poi, questa razza è stata selezionata, essendo la regione di origine una zona remota e di difficile accesso.

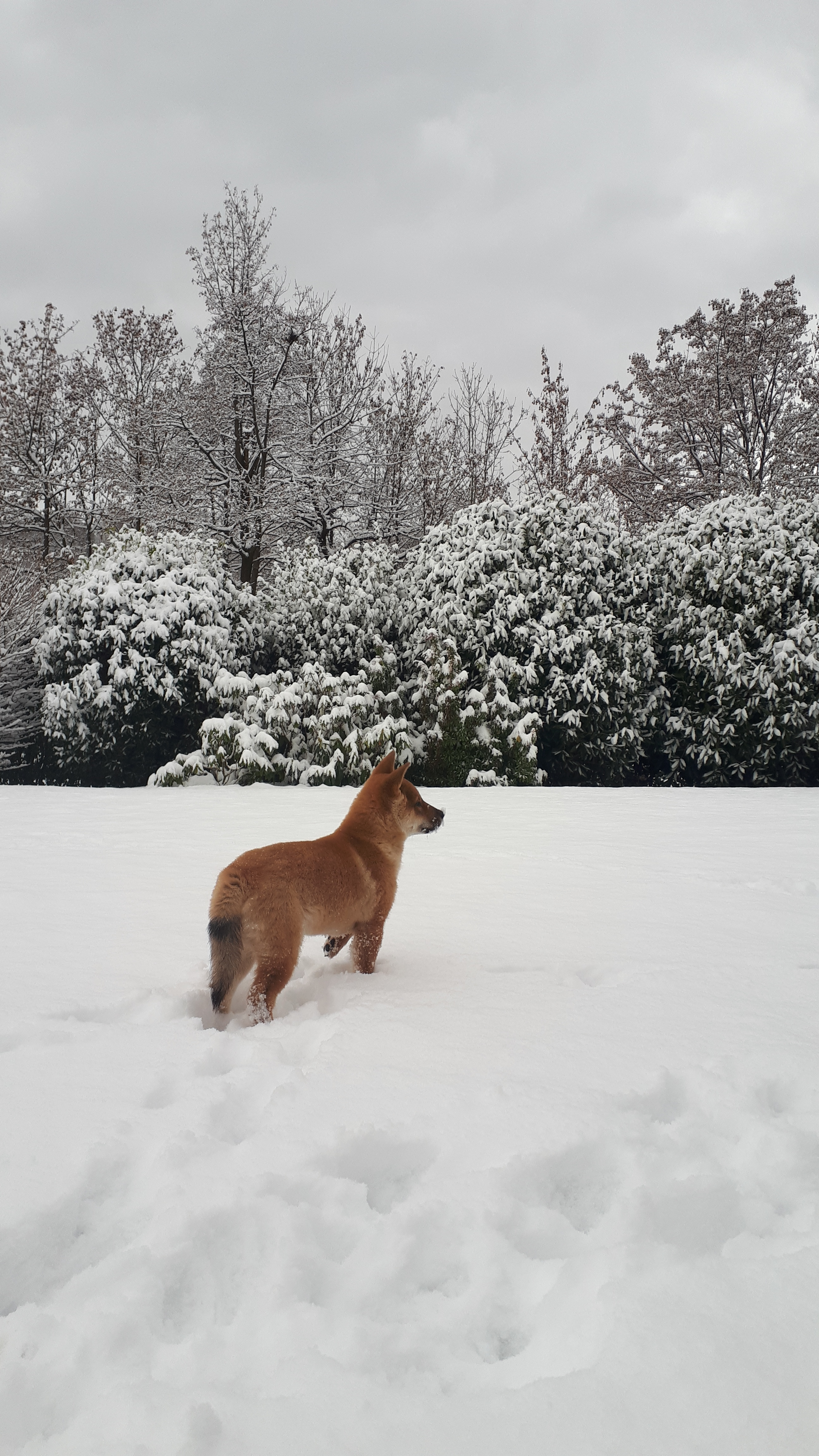
Cucciolo di Shikoku nella neve